# Haren (landbouw)

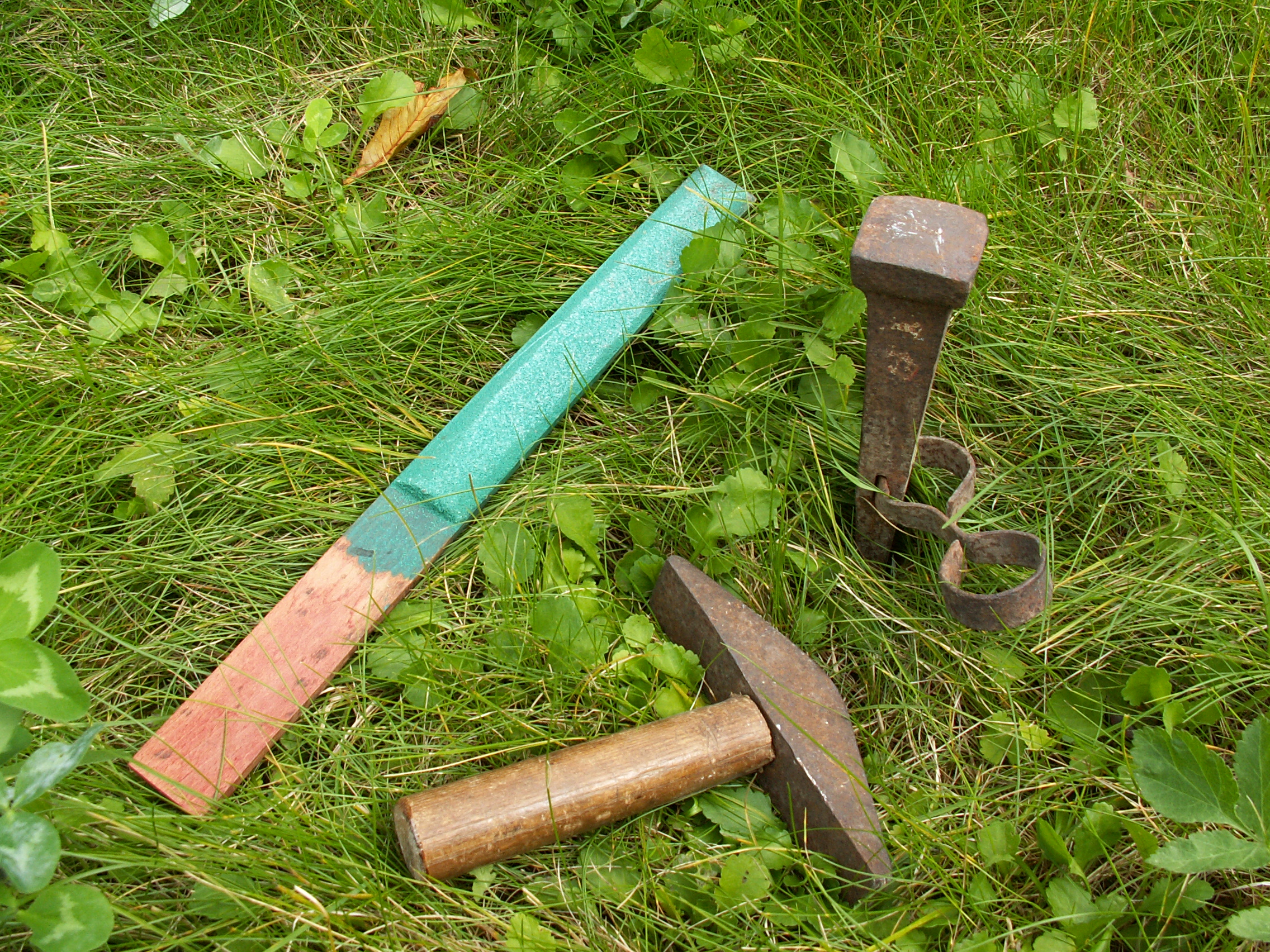
Haarhamer, haarspit en strekel

Haren is het  scherpen van een zeis of zicht met behulp van een haarhamer en haarspit.
Met de haarhamer wordt het maaiblad zeer dun uitgehamerd. Daarna kan de zeis een aantal malen gescherpt worden met een wetsteen of silexsteen.